# Leptoneta microphthalma
Espèce
Leptoneta microphthalma est une espèce d'araignées aranéomorphes pyrénéennes de la famille des Leptonetidae.

## Distribution
Cette espèce est endémique des Pyrénées centrales, en France. Elle se rencontre dans la grotte de l'Estelas à Cazavet en Ariège et la grotte de l'Espugne à Saleich, dans la Haute-Garonne.

## Anatomie interne
Comme les autres Leptonetidae, elle présente un dimorphisme sexuel de ses glandes « salivaires » ou glandes gnathocoxales. Le tube seminifère contenu dans le bulbe copulateur du pédipalpe mâle a fait l'objet d'une étude ultrastructurale.

## Publication originale
- Simon, 1872 : Notice complémentaire sur les arachnides cavernicoles et hypogés. Annales de la Société entomologique de France, (sér. 5, vol. 2, p. 473-488 (texte intégral).